# Imnograf
Un imnograf este o persoană care scrie textul și/sau muzica unui imn. În tradiția iudeo-creștină⁠(d), compoziția imnurilor datează dinainte de vremea lui David, despre care se crede că a compus o mare parte dintre Psalmi.

## Istorie

### Biserica timpurie și Evul Mediu
Mulți scriitori de imnuri din Biserica primară au fost canonizați. Sfântul Ioan Damaschin ( c. 675 sau 676 – 749) s-a remarcat pentru munca sa de scriitor de imnuri.
Unele dintre cele mai populare imnuri englezești sunt traduceri ale lucrărilor sale și includ Come ye faithful, raise the strain, Let us risse in early morning și The day of resurrection, toate asociate cu perioada Paștelui
Majoritatea imnografilor timpurii erau anonimi, deci nu se știe câți dintre ei erau femei. Sfânta Casiana este una dintre primele femei imnograf cunoscute, cu excepția celor înregistrate în Biblie.

### Postreforma
Mulți lideri ai Reformei, inclusiv Martin Luther (1483–1546), au fost scriitori de imnuri. Luteranii au continuat să compună imnuri, iar dintre scriitorii imnografi populari din secolele al XVI-lea și al XVII-lea sunt și cei trei sfinți comemorați în Calendarul luteran american al sfinților la 26 octombrie: Philipp Nicolai (1556–1608), Johann Heermann (1585–1647) și Paul Gerhardt (1607–1676). Renumiți ca scriitori de imnuri luterani germani sunt Michael Praetorius (1571–1621) și Johann Crüger (1598–1662) 
În lumea vorbitoare de limbă engleză, arta de a scrie imnuri a fost valorificată prin cele aproximativ 750 de imnuri compuse de Isaac Watts (1674–1748), urmate de cele compuse de Charles Wesley (1707–88), cofondatorul Metodismului. 

### Secolele al XIX-lea, al XX-lea și al XXI-lea
Principalii scriitori de imnuri britanici sunt: John Henry Newman (1801–1890), John Mason Neale (1818–1866), William Herbert Jude (1851–1922), Timothy Dudley-Smith (1926–2024), Michael Perry (1942–96), Michael Saward (1932–2015), Christopher Idle (născut în 1938), Fred Pratt Green (1903–2000), precum și James Quinn (1919–2010) și Brian Foley (1919–2000). Dintre compozitorii moderni sunt Stuart Townend (născut în 1963), Keith Getty (născut în 1974) și soția sa Kristyn Getty (născut în 1980), franco-americanul Lucien Deiss (1921–2007) și australienii James McAuley (1917–76) și Richard Connolly (născut în 1927). În secolul 21, Lu Xiaomin a compus peste 1.800 de cântece de laudă pentru bisericile din China, numite Imnurile Canaanului.

## Scriitori de imnuri care au fost canonizați
Această listă este incompletă. Puteți ajuta Wikipedia extinzând-o.

### Ortodocși și catolici
- Sfântul Efrem Sirul (28 ianuarie)
- Sfântul Ieroteu Tesmotetul (4 octombrie)
- Sfântul Cosma Melodistul (14 octombrie)
- Sfântul Roman Melodul (1 octombrie)
- Sfântul Iosif Imnograful (14 iunie)
- Sfânta Casiana Imnograful (7 septembrie)
- Sfântul Ioan Damaschin (4 decembrie)
- Sfântul Ștefan Savaitul (nepotul lui Ioan Damaschin, sărbătoarit la 28 octombrie)
- Sfântul Teodulf din Orleans (18 decembrie)
- Sfânta Hildegarda din Bingen (17 septembrie)
- Sfântul Toma d'Aquino (28 ianuarie [sau 7 martie])
- Saint Robert Southwell (21 februarie)
- Sfântul Alfons Maria de Liguori (1 august)
- Cardinalul Sfântul Ioan Henry Newman (9 octombrie)

### Luterani
- Philipp Nicolai (26 octombrie)
- Johann Heermann (26 octombrie)
- Paul Gerhardt (26 octombrie)

### Anglicani
- John Mason Neale (7 august)